# Prva crnogorska fudbalska liga 2024-2025
La Prva crnogorska fudbalska liga 2024-2025 (prima lega calcistica montenegrina 2024-2026) è stata la 21ª edizione di questa competizione, la 19ª come prima divisione del Montenegro indipendente, iniziata il 28 luglio 2024 e terminata il 4 giugno 2025. Il Dečić era la squadra campione in carica.
La competizione è stata vinta dal Budućnost, al suo settimo titolo nazionale.

## Stagione

### Novità
Dalla scorsa stagione è retrocesso l'ultimo classificato Rudar Pljevlja, dopo 18 anni di massima serie, insieme con il Mladost Donja Gorica, sconfitto negli spareggi promozione/retrocessione e di ritorno in serie cadetta dopo una sola stagione. Al loro posto sono stati promossi dalla Druga liga la prima classificata Bokelj, di nuovo in Prva liga dopo 7 anni di assenza, e Otrant-Olympic, vincitore degli spareggi promozione/retrocessione e al debutto in massima serie.

### Formula
Le 10 squadre disputano un doppio girone di andata e ritorno, per un totale di 36 giornate; al termine di queste, la prima classificata è campione di Montenegro e si qualifica per la UEFA Champions League 2025-2026, mentre la seconda si qualifica per la UEFA Conference League 2025-2026 insieme con la vincitrice della Coppa del Montenegro.
L'ultima classificata è invece retrocessa, mentre penultima e terzultima giocano uno spareggio promozione/retrocessione contro altre due squadre di Druga liga per la permanenza in massima serie.

## Squadre partecipanti
| Club                   | Città        | Stadio                 | Stagione precedente     |
| ---------------------- | ------------ | ---------------------- | ----------------------- |
| Arsenal Tivat          | Teodo        | Stadion u Parku        | 7° in Prva liga         |
| Bokelj                 | Cattaro      | Stadion pod Vrmcem     | 1° in Druga liga        |
| Budućnost              | Podgorica    | Stadio pod Goricom     | 3° in Prva liga         |
| Dečić                  | Tuzi         | Stadio Tuško Polje     | Campione del Montenegro |
| Jedinstvo Bijelo Polje | Bijelo Polje | stadio Gradski         | 8° in Prva liga         |
| Jezero                 | Plav         | Stadio Pod Racinom     | 5° in Prva liga         |
| Mornar                 | Antivari     | Stadion Topolica       | 2° in Prva liga         |
| Otrant-Olympic         | Dulcigno     | Stadion Olympic        | 2° in Druga liga        |
| Petrovac               | Castellastua | Stadio pod Malim brdom | 6° in Prva liga         |
| Sutjeska               | Nikšić       | Gradski stadion        | 4° in Prva liga         |

### Allenatori e primatisti
| Squadra                | Allenatore        | Calciatore più presente | Cannoniere |
| ---------------------- | ----------------- | ----------------------- | ---------- |
| Arsenal Tivat          | Zoran Tripković   |                         |            |
| Bokelj                 | Zoran Krivokapić  |                         |            |
| Budućnost              | Mladen Milinković |                         |            |
| Dečić                  | Milorad Peković   |                         |            |
| Jedinstvo Bijelo Polje | Vuko Bogavac      |                         |            |
| Jezero                 | Ivan Brnović      |                         |            |
| Mornar                 | Zoran Đurašković  |                         |            |
| Otrant-Olympic         | Dejan Vukićević   |                         |            |
| Petrovac               | Dušan Ivanović    |                         |            |
| Sutjeska               | Nenad Brnović     |                         |            |

## Classifica finale
|                       | Pos. | Squadra                | Pt | G  | V  | N  | P  | GF | GS | DR  |
| --------------------- | ---- | ---------------------- | -- | -- | -- | -- | -- | -- | -- | --- |
| Montenegro (bandiera) | 1.   | Budućnost              | 84 | 35 | 26 | 6  | 3  | 90 | 29 | +61 |
|                       | 2.   | Petrovac               | 60 | 36 | 17 | 9  | 10 | 50 | 37 | +13 |
|                       | 3.   | Sutjeska               | 51 | 36 | 14 | 9  | 13 | 40 | 38 | +2  |
|                       | 4.   | Dečić                  | 47 | 35 | 10 | 17 | 8  | 34 | 31 | +3  |
|                       | 5.   | Mornar                 | 44 | 36 | 12 | 8  | 16 | 40 | 53 | -13 |
|                       | 6.   | Bokelj                 | 44 | 36 | 13 | 5  | 18 | 31 | 50 | -19 |
|                       | 7.   | Jedinstvo Bijelo Polje | 43 | 36 | 11 | 10 | 15 | 45 | 58 | -13 |
|                       | 8.   | Arsenal Tivat          | 42 | 36 | 10 | 12 | 14 | 32 | 47 | -15 |
|                       | 9.   | Jezero                 | 39 | 36 | 9  | 12 | 15 | 35 | 44 | -9  |
|                       | 10.  | Otrant-Olympic         | 35 | 36 | 9  | 8  | 19 | 43 | 53 | -10 |

Legenda:
      Campione di Montenegro e ammessa alla UEFA Champions League 2025-2026.
      Ammesse alla UEFA Europa Conference League 2025-2026.
  Partecipa ai play-out.
      Retrocesse in Druga crnogorska fudbalska liga 2025-2026.
Regolamento:
Tre punti a vittoria, uno a pareggio, zero a sconfitta.

## Spareggi
Penultima e terzultima della prima divisione sfidano seconda e terza della seconda divisione per due posti in Prva crnogorska fudbalska liga 2025-2026.
|                | Risultati |                | Luogo e data            |
| -------------- | --------- | -------------- | ----------------------- |
| Lovćen         | 0 - 0     | Arsenal Tivat  | Cetinje, 30 maggio 2025 |
| Arsenal Tivat  | 4 - 0     | Lovćen         | Tivat, 4 giugno 2025    |
|                |           |                |                         |
| Jezero         | 1 - 0     | Rudar Pljevlja | Plav, 30 maggio 2025    |
| Rudar Pljevlja | 0 - 1     | Jezero         | Pljevlja, 4 giugno 2025 |
|                |           |                |                         |